# 探马赤 (太保)
探马赤（?—?），元朝大臣。元顺帝时太保。
泰定帝时，探马赤为陕西行省平章政事。元文宗至顺元年（1330年）任同知枢密院事，次年，担任云南行省平章政事，总制境内军马。元顺帝元统二年（1334年），广西瑶民起义，攻全州（今广西壮族自治区全州县），探马赤率军二万镇压，至元四年（1338年），探马赤入京，拜为中书平章政事，至元六年（1340年），探马赤任知枢密院事、加太保。